# Raimund Divis
Raimund Divis (* 5. Januar 1978 in Wien) ist ein ehemaliger österreichischer Eishockeyspieler (Stürmer), der unter anderem für den EHC Linz, HC Innsbruck, VEU Feldkirch und die Vienna Capitals in der Österreichischen Eishockey-Liga spielte.

## Karriere
Sein erster Verein war WAT Stadlau in Wien.
Seine Profi-Karriere begann beim VEU Feldkirch, 2000 wechselte er für zwei Jahre zum EHC Linz. Nach der Rückkehr zur VEU Feldkirch spielte er in der Saison 2003/04 erneut für ein weiteres Jahr in Linz. 2004 folgte dann der Wechsel zum HC Innsbruck, wo er zwei erfolgreiche Jahre spielte. 2006 erfolgte dann abermals der Wechsel nach Linz zu den Black Wings. 2008 ging er zu den Vienna Capitals.
Nach einem Jahr in der Bundeshauptstadt wechselte er in die zweite Liga zur VEU Feldkirch.
Im Sommer 2012 beendete Divis seine Karriere. 
In der Nationalmannschaft kam Raimund Divis zu Einsätzen u. a. 2005 bei der Qualifikation zu den Olympischen Winterspielen.

## Karrierestatistik
(Legende zur Spielerstatistik: Sp oder GP = absolvierte Spiele; T oder G = erzielte Tore; V oder A = erzielte Assists; Pkt oder Pts = erzielte Scorerpunkte; SM oder PIM = erhaltene Strafminuten; +/− = Plus/Minus-Bilanz; PP = erzielte Überzahltore; SH = erzielte Unterzahltore; GW = erzielte Siegtore; 1 Play-downs/Relegation; Kursiv: Statistik nicht vollständig)